# Teatro comunale (Florence)
Pour les articles homonymes, voir Teatro comunale.
Le Teatro comunale di Firenze (ou Teatro del Maggio Musicale Fiorentino) était le plus grand théâtre de Florence en termes de capacité, jusqu'à la construction de l'Opéra de Florence ouvert en 2014. Désaffecté depuis 2015, il a été démoli en 2021.

## Historique
Tout d’abord théâtre de plein air, le Théâtre communal est inauguré le 17 mai 1862, sous le nom de Politeama Fiorentiono Vittorio Emanuele, avec la pièce de Donizetti, Lucia di Lammermoor. Il contient 6 000 places et devient le centre culturel de la ville.
Après avoir brûlé, il est rouvert en avril 1864 puis acquiert un toit en 1882. C’est en 1911 qu’il est doté de l’électricité et du chauffage.
Le bâtiment, racheté en 1930 par la ville, est renommé Teatro comunale. L’opéra est à nouveau endommagé par les bombardements de la Seconde Guerre mondiale. Il est fermé pour des restaurations en 1958 et ne rouvre que trois ans plus tard, en 1962, avec l’opéra de Verdi Don Carlo. Il est de nouveau gravement endommagé par les inondations de 1966, avant d’être reconstruit dans sa forme actuelle en 1966 selon un projet d’Alessandro Giuntoli : de grandes stalles et deux grandes galeries semi-circulaires de loges, pour un total de 2 003 places.
De forme elliptique, il contient 2 000 places avec une fosse d’orchestre élargie, un tiers des places situées dans les loges et deux grandes galeries semi-circulaires rappelant le bâtiment d’origine.
La salle devient plus étroitement associée au festival Maggio Musicale Fiorentino. Elle prend alors le nom de Teatro del Maggio Musicale Fiorentino.

## Démolition
Dans les années 2000, une vente aux enchères publiques a eu lieu à plusieurs reprises pour vendre le Théâtre municipal (dans lequel des appartements de luxe pouvaient être construits), afin de financer le nouveau grand théâtre de la ville, le parc de la musique et de la culture ; en effet, la municipalité de Florence, pour sa part, devrait financer la nouvelle structure à hauteur de 42,2 millions d’euros (le reste sera financé par l’État et la Région Toscane), un chiffre devant notamment provenir de la vente du théâtre municipal.
Lors de la saison 2014 du Maggio Musicale Fiorentino, il a été utilisé avec le nouveau Teatro dell’Opera ; depuis 2015 cependant, le second est pleinement opérationnel, remplaçant ainsi l’ancien Teatro Comunale.
Un projet est en cours qui transformera le site du théâtre en une résidence d’appartements de luxe. En 2021, la toiture et l’ensemble de la salle de théâtre, y compris les stalles, les galeries, la scène et les aires de service, ont été démolis. Seule la façade historique est conservée et intégrée au projet.

## Galerie

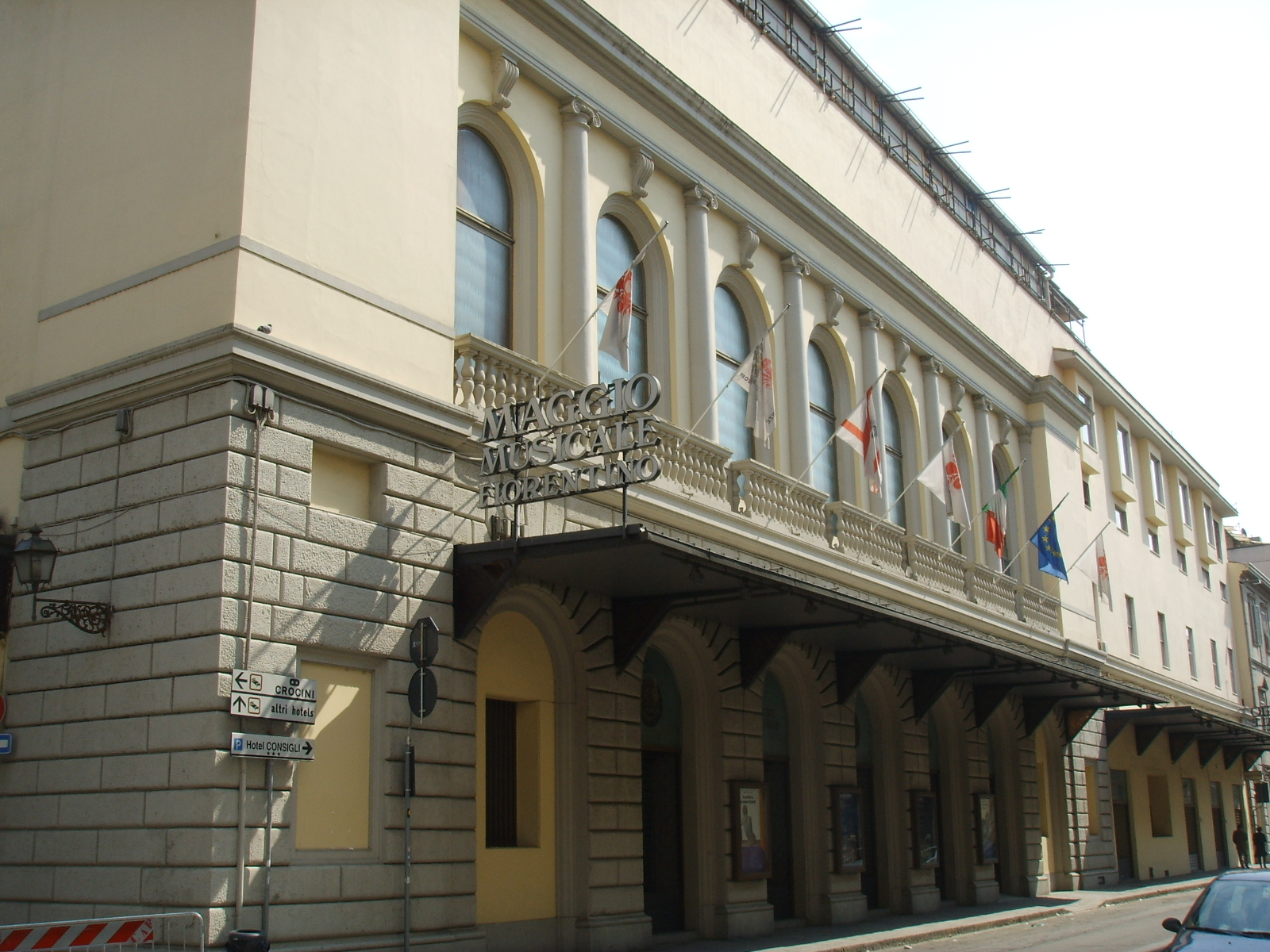
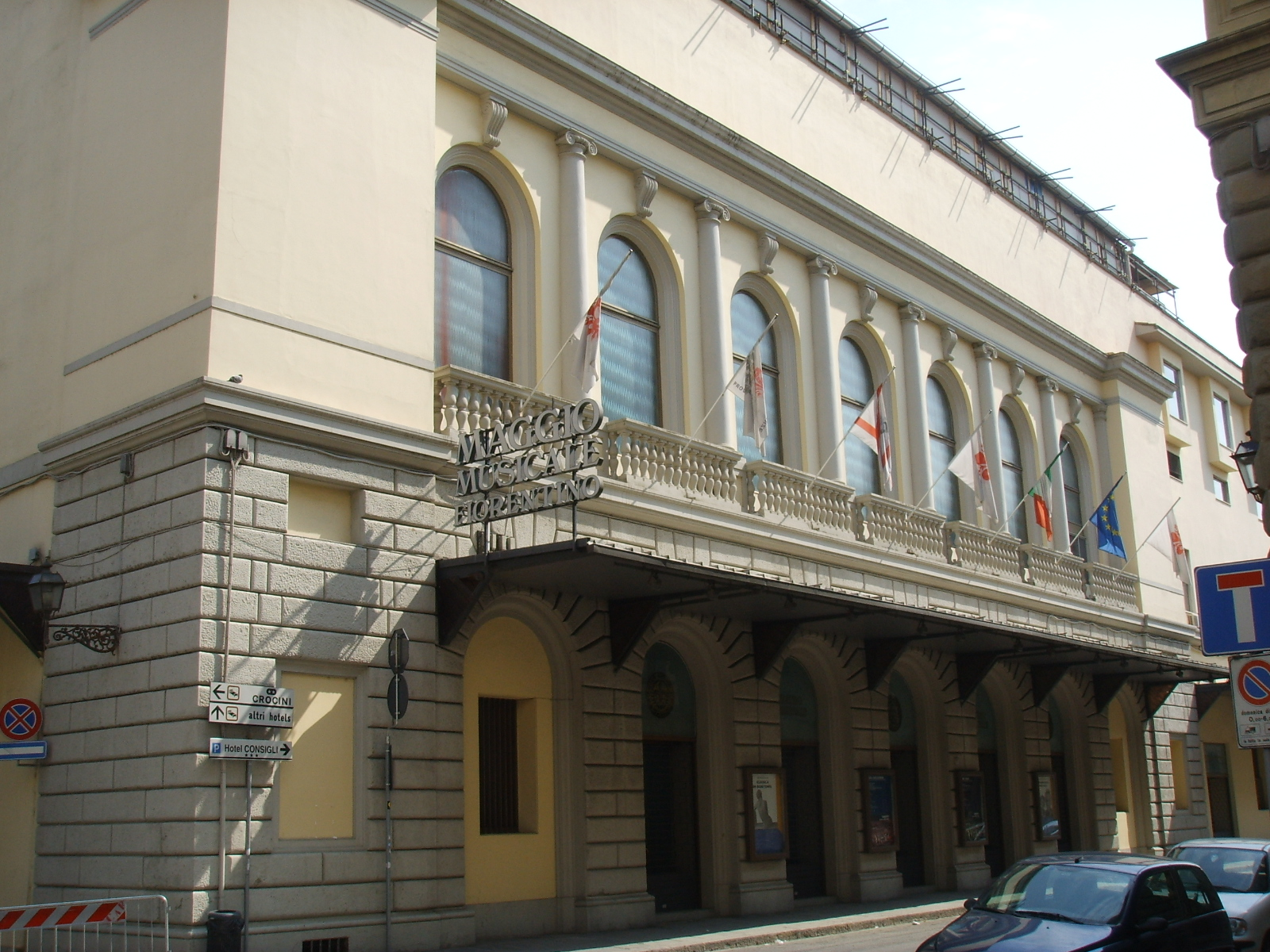
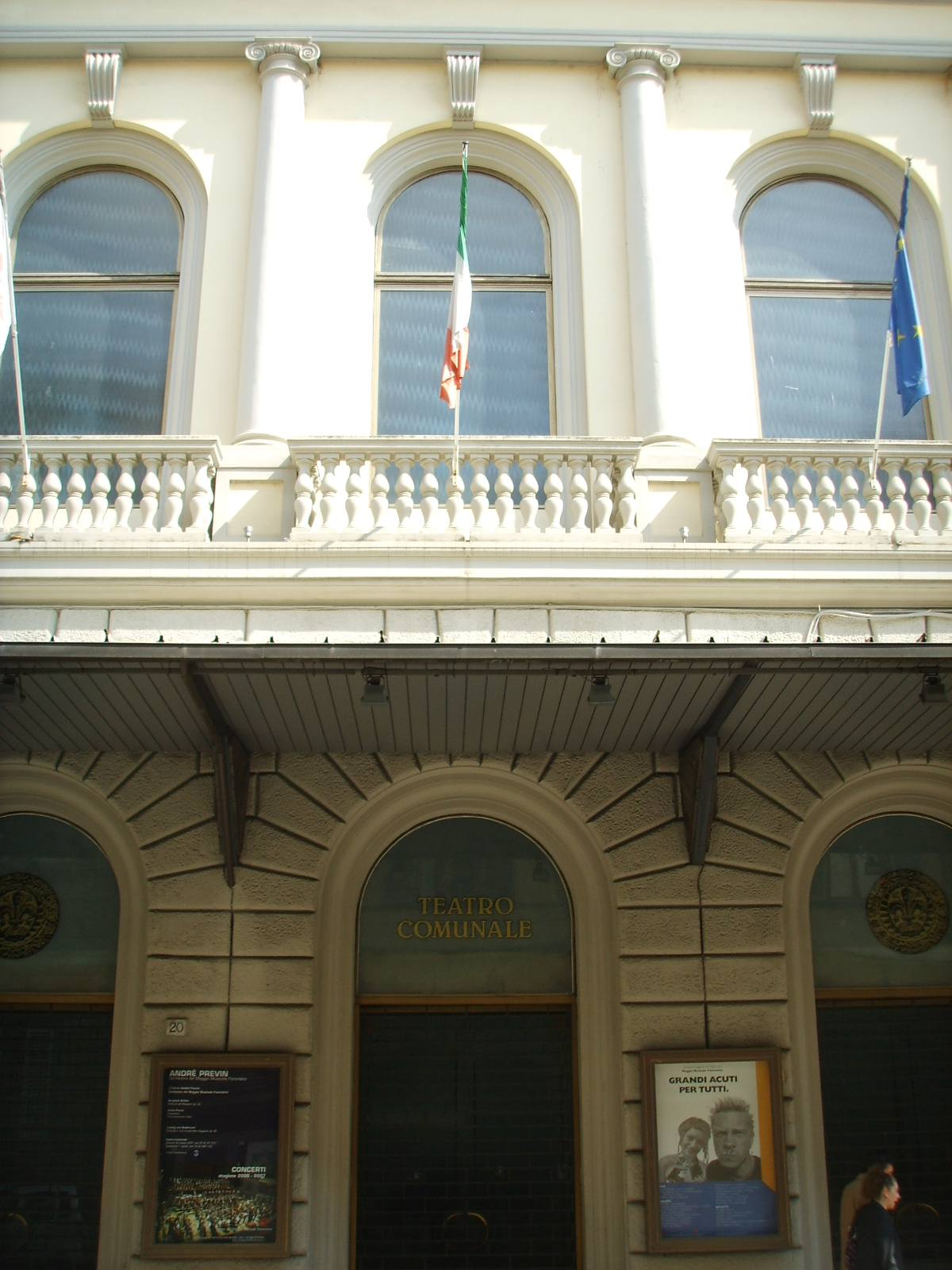
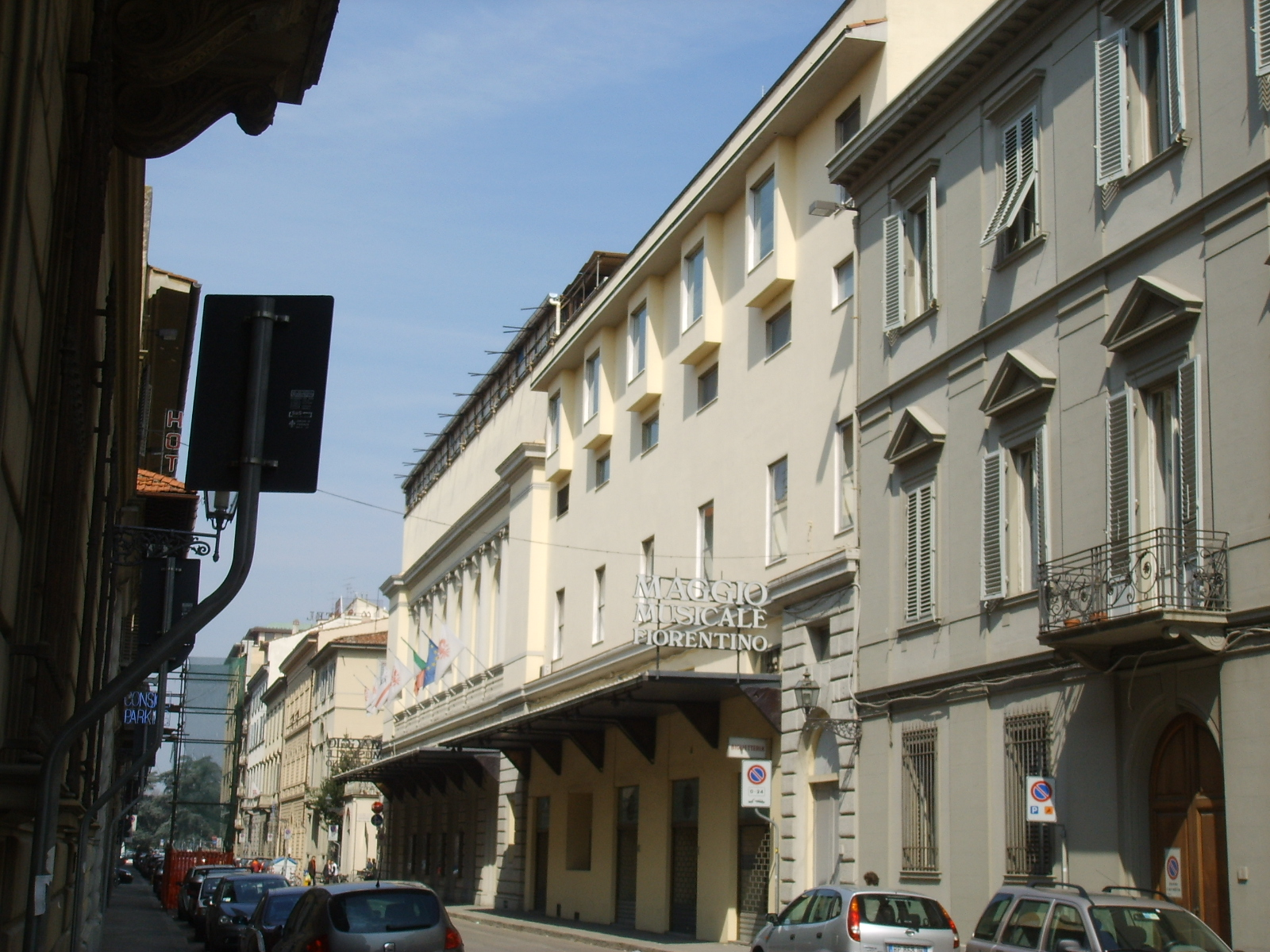